# Liberale Theologie
Liberale Theologie, auch Theologischer Liberalismus, ist eine seit Mitte des 19. Jahrhunderts von protestantischen Theologen verwendete Bezeichnung für eine wissenschaftlich-theologische oder religionsphilosophische Entwicklung des mitteleuropäischen Christentums von hoher Inhomogenität. Sie erreichte ihren Höhepunkt zum letzten Drittel des 19. Jahrhunderts. In der evangelischen Theologie fand sie durch Albrecht Ritschl eine schulmäßige Ausbildung. Im Katholizismus wird für eine ähnlich inhomogene Sammlung von Autoren aus dem letzten Drittel des 19. Jahrhunderts der Begriff Reformkatholizismus als Kollektivbezeichnung verwendet.

## Konzeption
Liberale Theologie nach A. Ritschl bezeichnet zunächst den Versuch, menschliche Geisteskraft im Angesicht einer diese bedrängenden Natur zu bewahren. Allgemeiner thematisieren liberale Theologen auf Grundlage von humanistischen und geisteswissenschaftlichen Theorien und Methoden neuzeitspezifische Probleme der Theologie. Insbesondere das Verhältnis von Theologie zur Naturwissenschaft, aber auch zu Geisteswissenschaften wird von Autoren wie Ernst Troeltsch als Problem im Lichte der sog. Säkularisierung neu bestimmt. Durch eine Betonung der inneren Dimension des Christentums wird eine solche Theologie unabhängiger von Dogmen, kirchlichen Traditionen und formalen Glaubensinhalten. Die Säkularisierung ursprünglich religiöser Inhalte und die Auflösung von „Kirche“ in die Kultur der „Welt“ hinein wird von vielen liberalen Theologen als Jesus gemäß bezeichnet und begrüßt. Wilhelm Gräb definiert Liberale Theologie als Glaubensform, in der jeder die Freiheit hat, wie er seinen Glauben ausdrückt und welche Konsequenzen er daraus in seiner Lebenspraxis zieht.
Die Bezeichnung liberale Theologie geht zurück auf Johann Salomo Semlers Institutio ad doctrinam Christianam liberaliter discendam und wurde schon in der Mitte des 19. Jahrhunderts gebräuchlich. Der Katholizismus hat liberalen Tendenzen bis in die 1950er Jahre hinein heftigen Widerstand entgegengesetzt. In abgeschwächter Form hat jedoch auch eine Strömung katholischer Theologie eine liberal-theologische Deutung der Ergebnisse des II. Vatikanum unternommen, die jedoch im Papsttum keinen Rückhalt fand (Credo des Gottesvolkes, 1968). Innerhalb des Protestantismus sind die Anhänger der liberalen Theologie vornehmlich in westeuropäischen Landeskirchen und in Mainline Churches zu finden.
Liberaltheologische Geschichtsschreiber berufen sich auf Friedrich Schleiermacher und Johann Gottlieb Fichte als Vordenker ihrer theologischen Positionen.
Wesentliche Forschungsgebiete der liberalen Theologie sind Exegese (Literarkritik, historisch-kritische Exegese) und Kirchengeschichte, insbesondere die geschichtliche Erforschung des Lebens Jesu, wobei Jesus weniger im Sinne der traditionellen kirchlichen Christologie als Gottmensch Christus und Weltenrichter gesehen wurde, der mit seinem Tod am Kreuz die Sünden der Welt gesühnt hat, sondern eher als „Lehrer des Reiches Gottes, der Moral und Religiosität“. Die verschiedenen Versuche liberaler Theologen des 19. Jahrhunderts, mit Hilfe von philologisch-textkritischen und historischen Methoden den wirklichen „historischen Jesus“ anhand der Evangelien zu rekonstruieren, erbrachten jedoch sehr uneinheitliche Resultate, wie der liberale Theologe Albert Schweitzer in seiner berühmt gewordenen Habilitationsschrift über die Leben-Jesu-Forschung feststellte. Gemeinsame Basis heutiger liberaler Theologie bleibt jedoch weiterhin, dass Jesus selbstverständlich keine Kirche gegründet habe.

## Kritik
Häufig berufen sich liberale Theologen auf die Erkenntnisse der Aufklärung. So wird unter anderem dem Zitat von Immanuel Kant axiomatische Funktion beigemessen: „Aufklärung ist der Ausgang des Menschen aus seiner selbstverschuldeten Unmündigkeit“. Kritiker halten dagegen, dass die Evangelien ein gänzlich anderes Konzept von Schuld und Erlösung formulieren. Kritikern zufolge wird der Glaube in liberalem Verständnis nur noch als Mittel der Selbstvervollkommnung gedeutet. Jedes theistische Konzept von Religion beruht demgegenüber aber auf der Überzeugung, dass es Gott zustehe, Gehorsam zu verlangen. Der Begriff des „Gehorsams“ ist jedoch bereits innerhalb der traditionellen christlichen Konfessionen umstritten: So deutet z. B. das traditionelle Luthertum die „guten Werke“ des Gläubigen als unreflektierte Früchte des rechten Glaubens, die sich ohne bewussten Willen im Sinne eines zielgerichteten „Gehorsams“ bei wahrhaftem Glauben an das christliche Credo von selbst einstellten, während die Idee eines bewusst-reflektierenden Gehorsams im Sinne zielgerichteter Gesetzeserfüllung eher eine Glaubensvariante calvinistischer und freikirchlicher Gruppen darstellt, die vom Pietismus des 17. und 18. Jahrhunderts beeinflusst sind. Das „Einstellen guter Früchte“ bei rechtem Glauben wird auch von der Mehrheit der liberalen Theologen aber nicht in Abrede gestellt.
Der größte protestantische Kritiker des theologischen Liberalismus war im 20. Jahrhundert Karl Barth. Im 19. Jahrhundert sind der englische Konvertit John Henry Newman und der deutsche Lutheraner Wilhelm Löhe als weitere Gegner zu nennen. Ihnen gemeinsam ist die Überzeugung, es gebe kein Christentum ohne sichtbar sakramentale Kirche und keine Kirche ohne verbindende Bekenntnisgrundlage. Der Verzicht darauf sei nur Schwärmerei. Dieser Vorwurf entbehrt jedoch nicht der Polemik, da er indirekt voraussetzt, die Mehrheit der liberalen Theologen vertrete eine Lehre, die angeblich auf das christliche Credo (Nicäno-Konstantinopolitanum) sowie auf liturgische Sakramente (z. B. Taufe und Abendmahl) gänzlich oder doch wenigstens zum Teil verzichten wolle. Dies ist aber bei den meisten liberalen Theologen des 19. und 20. Jahrhunderts keineswegs der Fall.

## Bekannte Vertreter liberaler Theologie
- Ferdinand Christian Baur (1792–1860) (Tübinger Schule)
- David Friedrich Strauss (1808–1874) (Tübinger Schule)
- Alois Emanuel Biedermann (1819–1885)
- Albrecht Ritschl (1822–1889)
- Carl Heinrich Weizsäcker (1822–1899)
- Heinrich Lang (1826–1876)
- Ernst Friedrich Langhans (1829–1880)
- Wilhelm Herrmann (1846–1922)
- Adolf von Harnack (1851–1930)
- Otto Baumgarten (1858–1934)
- Ernst Troeltsch (1865–1923)
- Albert Schweitzer (1875–1965)
- Hermann Mulert (1879–1950)
- Pierre Teilhard de Chardin (1881–1955)
- Rudolf Bultmann (1884–1976)
- Paul Tillich (1886–1965)
- Martin Werner (1887–1964)
- Fritz Buri (1907–1995)
- John A. T. Robinson (1919–1983)
- Ulrich Neuenschwander (1922–1977)
- Hans Küng (1928–2021)
- Hans-Joachim Birkner (1931–1991)
- John Shelby Spong (1931–2021)
- Wilhelm Gräb (1948–2023)
- Klaas Huizing (geb. 1958)
- Christian Danz (geb. 1962)
- Jörg Lauster (geb. 1966)

## Kritiker liberaler Theologie
- Benjamin Breckinridge Warfield (1851–1921)
- John Gresham Machen (1881–1937)
- Karl Barth (1886–1968)
- Cornelius Van Til (1895–1987)
- Francis Schaeffer (1912–1984)
- Maurice Arthur Ponsonby Wood (1916–2007)
- James Innell Packer (1926–2020)
- Thomas C. Oden (1931–2016)
- Nicholas Thomas Wright (geb. 1948)
- William Lane Craig (geb. 1949)

## Einzelbelege
1. ↑  Matthias Wolfes: Liberale Theologie I. II. Kirchengeschichtlich. In: Religion in Geschichte und Gegenwart (RGG). 4. Auflage. Band 5, Mohr-Siebeck, Tübingen 2002, Sp. 311–312.
2. ↑  Friedrich Wilhelm Graf: Liberale Theologie I. Zum Begriff, allgemein. In: Religion in Geschichte und Gegenwart (RGG). 4. Auflage. Band 5, Mohr-Siebeck, Tübingen 2002, Sp. 310–311.
3. ↑  Falk Wagner: Was ist Religion? Studien zu ihrem Begriff und Thema in Geschichte und Gegenwart. G. Mohn, Gütersloh 1986, ISBN 3-579-00267-8, S. 107 ff.
4. ↑  Jörg Dierken: Selbstbewusstsein individueller Freiheit: religionstheoretische Erkundungen in protestantischer Perspektive. Mohr Siebeck, Tübingen 2005, ISBN 3-16-148810-5, S. 135–137,148–152.
5. ↑  Der Die „liberale Theologie“ ist aktuell. Perspektiven von Wilhelm Gräb. In: Religionsphilosophische Salon. 18. Dezember 2011, abgerufen am 15. Dezember 2023.
6. ↑  Manfred Jacobs: Liberale Theologie. In: Theologische Realenzyklopädie (TRE). Band 21, de Gruyter, Berlin / New York 1991, ISBN 3-11-012952-3, S. 47–68.